# Biot (cráter)
Biot es un pequeño cráter de impacto lunar en forma de cuenco situado en el extremo sur del Mare Fecunditatis. Al sureste se halla el cráter Wrottesley.

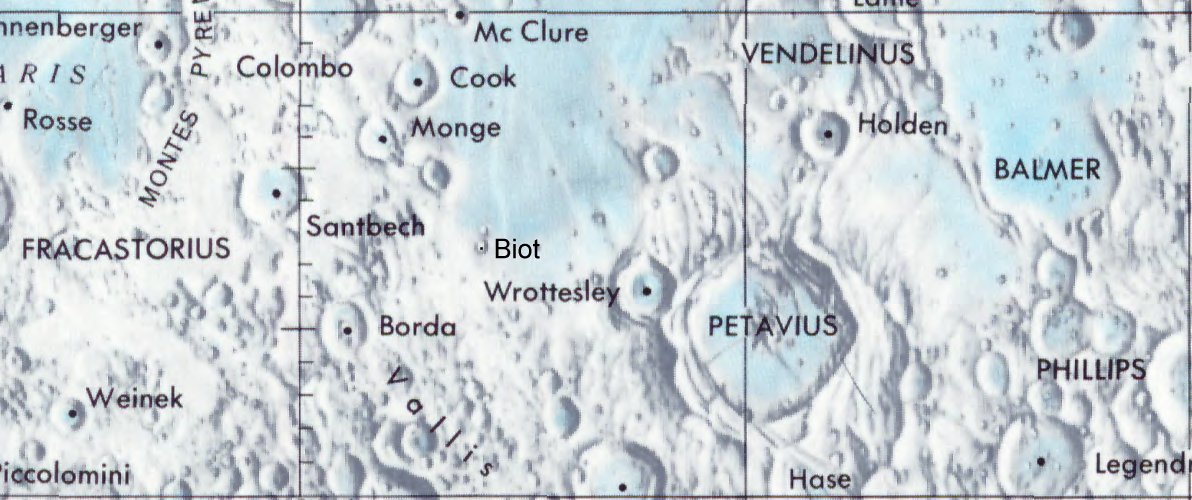
Localización de Biot (centro de la imagen)

Es una formación circular con un borde afilado que no ha sido desgastado de manera significativa. Las paredes interiores tienen una pendiente relativamente pequeña hacia el fondo del interior. El albedo de las amplias paredes interiores es más alto que el del mare que lo rodea, dándole un tono más claro.

## Cráteres satélite

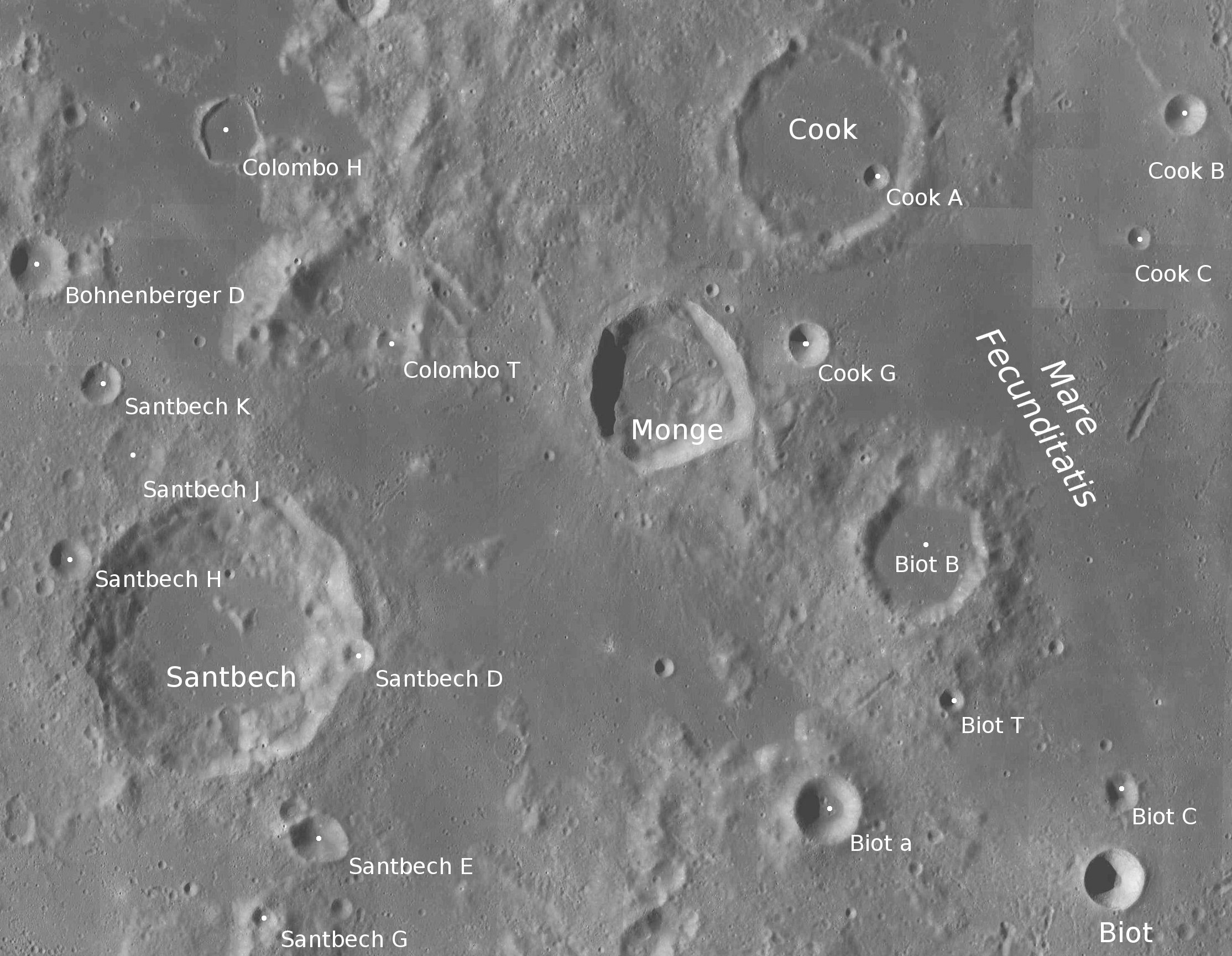
Fotografía de la misión Lunar Reconnaissance Orbiter

Por convención estos elementos son identificados en los mapas lunares poniendo la letra en el lado del punto medio del cráter que está más cerca de Biot.
|      | \| Biot \| Coordenadas \| Diámetro \| \| ---- \| ----------------------------- \| -------- \| \| A \| 22°12′S 48°54′E / -22.2, 48.9 \| 15 km \| \| B \| 20°24′S 49°36′E / -20.4, 49.6 \| 28 km \| \| C \| 22°00′S 51°06′E / -22.0, 51.1 \| 8 km \| \| D \| 24°18′S 50°18′E / -24.3, 50.3 \| 9 km \| \| E \| 24°36′S 50°54′E / -24.6, 50.9 \| 8 km \| \| T \| 21°24′S 49°54′E / -21.4, 49.9 \| 5 km \| |          |
| Biot | Coordenadas | Diámetro |
| A    | 22°12′S 48°54′E / -22.2, 48.9 | 15 km    |
| B    | 20°24′S 49°36′E / -20.4, 49.6 | 28 km    |
| C    | 22°00′S 51°06′E / -22.0, 51.1 | 8 km     |
| D    | 24°18′S 50°18′E / -24.3, 50.3 | 9 km     |
| E    | 24°36′S 50°54′E / -24.6, 50.9 | 8 km     |
| T    | 21°24′S 49°54′E / -21.4, 49.9 | 5 km     |